# Hipoepa
Hipoepa is een geslacht van vlinders van de familie spinneruilen (Erebidae), uit de onderfamilie Herminiinae.

## Soorten
- H. biasalis Walker, 1858
- H. brunneistriga Bethune-Baker, 1908
- H. fractalis (Guenée, 1854)
- H. porphyrialis Pagenstecher, 1900
- H. tumidilinea Hampson
- H. undulata Moore, 1882